# Brian Shouse
Brian Douglas Shouse (né le 26 septembre 1968 à Effingham, Illinois, États-Unis) est un joueur américain de baseball.
Il évolue comme lanceur de relève gaucher dans la Ligue majeure de baseball en 1993, 1998, puis de 2002 à 2009.

## Carrière
Joueur des Braves de l'université Bradley, Brian Shouse est repêché le 4 juin 1990 par les Pirates de Pittsburgh. Il débute en Ligue majeure le 31 juillet 1993, mais ne dispute que six matches avec les Pirates lors de la saison 1993 avant d'être reversé en Ligue mineures. Il est libéré de son contrat en mai 1996 et rejoint les Red Sox de Boston. Il évolue encore principalement en Ligues mineures, mais prend part à sept rencontre en Majeures avec les Red Sox en 1998 avant d'être libéré de son contrat le 25 juin 1998. Shouse termine la saison 1998 au Japon avec les Kintetsu Buffaloes, puis il signe comme agent libre le 11 novembre 1998 chez Diamondbacks de l'Arizona. Il reste cantonné à la Ligue mineures. Après des expériences dans les organisations des Mets de New York (hiver 1999-2000), des Orioles de Baltimore (mai-octobre 2000) puis des Astros de Houston (Novembre 2000-octobre 2001) où il n'évolue qu'en ligues mineures, il retrouve les terrains de Ligue majeure en 2002 sous les couleurs des Royals de Kansas City. Il joue ainsi 23 matches en majeures avec les Royals en 2002.
Shouse parvient à s'imposer durablement en Ligue majeure avec les Rangers du Texas où il évolue de 2003 à 2006. Il est transféré le 13 mai 2006 chez les Brewers de Milwaukee contre Enrique Cruz.
Il rejoint les Rays de Tampa Bay le 10 février 2009 en s'engageant pour une saison plus une option pour 2010. Il évolue pour les Rays une seule saison, jouant son dernier match dans le baseball majeur le 1er octobre 2009. 
En 467 matchs joués sur 10 saisons dans les majeures, toujours comme lanceur de relève, Brian Shouse maintient une moyenne de points mérités de 3,72 en 350 manches et deux tiers lancées, avec 13 victoires, 10 défaites, 6 sauvetages et 233 retraits sur des prises.
En 2016 et 2017, Brian Shouse est instructeur des lanceurs des RoughRiders de Frisco, un club-école de niveau Double-A des Rangers du Texas dans la Ligue du Texas.